# Форсунка

Типичная топливная электромеханическая форсунка в виде электромагнитного клапана с тянущим приводом

Форсу́нка (от англ. force-pump — нагнетательный насос) — устройство с одним или несколькими калиброванными отверстиями для распыления (пульверизации) каких-либо жидкостей (реже порошка) под давлением, главным образом, жидкого топлива при подаче его в топки паровых котлов, цилиндры двигателей внутреннего сгорания с целью достичь более совершенного его сгорания. Форсунки обеспечивают равномерность подачи топлива и более полное его сгорание. Управляется электромагнитным клапаном или механически.
Используется для распыления топлива (мазута, дизельного топлива, бензина), например, в инжекторных системах подачи топлива, осуществляет распыление за счёт высокого давления топлива (несколько атмосфер для подачи бензина или газа при распределённом впрыске в коллектор и сотни — тысячи атмосфер для непосредственного впрыска бензина или дизтоплива).

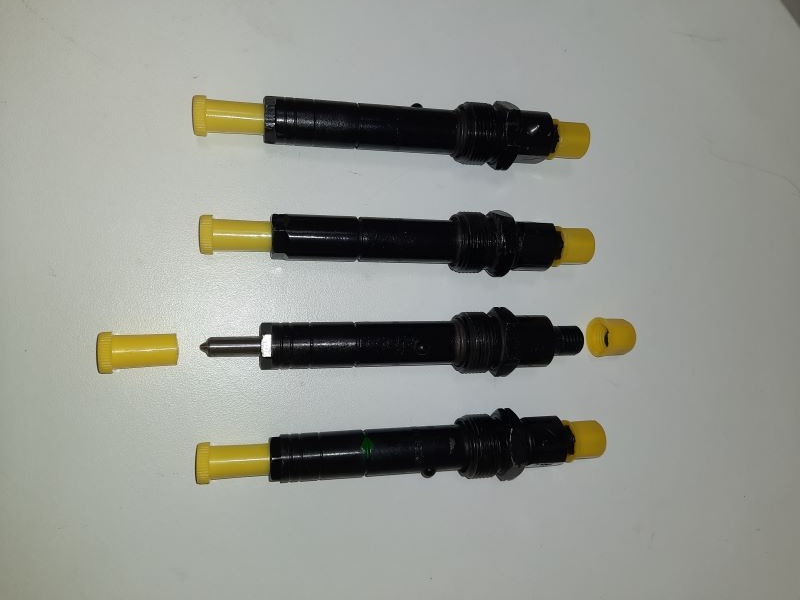
[https://auto2x2.ru/toplivnaya-sistema/229577634-2645a051-ljcb00802a-ljcb00801a.html источник

В форсунках для мойки автомобилей используется давление 10—20 МПа (100—200 бар).

## История
Первая работоспособная форсунка была предложена Александром Ильичом Шпаковским в 1864 году. Затем большую роль сыграла форсунка, созданная в 1880 году инженером Владимиром Григорьевичем Шуховым. Форсунка Шухова благодаря технологичности, простоте конструкции и легкости изготовления получила широкое распространение.

## Применение
Применение форсунок:
- сжигание жидкого топлива[1]
- увлажнение воздуха в вентиляционных устройствах[1]
- борьба с пылью
- покрытие материалов
- очистка и охлаждение газов
- противопожарная защита
- очистка и мойка
- проведение тестов на герметичность

## Виды форсунок
Виды форсунок:
- механические;
- электромагнитные
- пьезоэлектрические
- гидравлические

По принципу распыливания жидкости форсунки делятся на механические (жидкость с высокой скоростью вытекает в газовую среду), пневматические или паровые (жидкость с малой скоростью подаётся в движущийся поток газа), а также комбинированного типа, так называемые воздушно-механические или паро-механические и с предварительной газификацией. Различают такие форсунки: струйные, вихревые и центробежные.

## Принцип действия и область применения
Механические форсунки условно делятся на прямого действия и центробежные. Форсунки прямого действия применяются, главным образом, в двигателях внутреннего сгорания. Топливо в них подается со значительно бо́льшим давлением (иногда свыше 100 МПа), чем в центробежных. В центробежных форсунках топливо под давлением (в основном 0,6—6 МПа) закручивается в каналах или вихревой камере и выбрасывается через сопло. Форсунки центробежного типа различаются конструкцией, существуют форсунки с обратным сливом жидкого топлива, с регулируемой площадью закручивающих отверстий, многосопельные, ротационные и другие. Для лучшего диспергирования обычно создаются высокие скорости движения жидкости, что ведёт к уменьшению диаметра выходных отверстий сопел и тангенциальных отверстий вихревых камер, поэтому механические форсунки требовательны к чистоте топлива.
В пневматических (паровых) форсунках диспергирование в основном производится газовой струёй. Имеют более громоздкие коммуникации, сложное хозяйство, но менее требовательны к обработке деталей и чистоте топлива.
Пневматические форсунки высокого напора бывают прямоструйными и центробежными. Давление газа составляет как правило 0,3—0,7 МПа, иногда и более. Часто используется пар давлением 0,3—1,2 МПа, иногда до 2,5 МПа. Среди прямоструйных форсунок выделяют так называемые эжекционные форсунки, широко применяемые в энергетике и промышленных печах. Форсунки центробежного типа применяются в камерах сгорания газовых турбин.

## Конструкция
Форсунки имеют разнообразные конструкции. Конструкция форсунок зависит от целей, для которых они предназначены.
Наиболее важным элементом форсунки является сопло. Как правило, форсунка состоит из одного, реже двух каналов. По первому на выход подаётся распыляемая жидкость, по второму жидкость, пар, газ, который служит для распыления первой жидкости. Чистая, качественная форсунка даёт конусообразный распыл, а факел получается ровный и непрерывный.

## Основные характеристики
Основные характеристики:
- давление начала впрыска (регулируется, для механических форсунок)
- динамический диапазон работы и минимальная цикловая подача топлива
- время открытия и закрытия (задержка) форсунки
- угол конуса распыливания и дальнобойность факела топлива
- величина распыляемых частиц и распределения топлива в факеле

## Форсунка дизельного двигателя
Устройство форсунки автомобиля «КрАЗ-255»:
- Корпус.
- Гайка распылителя.
- Распылитель.
- Игла.
- Уплотнительные шайбы.
- Штифт.
- Шток.
- Тарелка.
- Пружина.
- Регулировочный винт.
- Гайка.
- Контргайка.
- Колпачок.
- Штуцер.
- Втулка.
- Фильтр.
- Уплотнитель штуцера.

Принцип действия форсунки автомобиля «КрАЗ-255»:
Топливо поступает под давлением в кольцевую камеру, образованную между корпусом распылителя и иглой. За счёт давления топлива игла поднимается и сжимает пружину, при этом открываются сопла распылителя, и через них топливо впрыскивается в цилиндр. При снижении давления игла опускается за счёт пружины и собственной массы, закрывает сопла, прекращая впрыск топлива (его давление зависит от сжатия пружины регулировочным винтом).